# Yomaira Cohen
Yomaira Cohen (Maracaibo, 29 de noviembre de 1982) es una deportista venezolana que compite en atletismo adaptado, especialista en las disciplinas lanzamiento de jabalina, lanzamiento de disco y lanzamiento de peso.
Fue parte del equipo de deportistas venezolanas que asistió a los Juegos Paralímpicos de Londres 2012 donde terminó quinta en lanzamiento de jabalina y séptima en lanzamiento de disco; respecto a su participación en lanzamiento de peso, no pasó la ronda preliminar.
A nivel continental, participó en los Juegos Parapanamericanos de 2011 en Guadalajara, donde recibió la medalla de plata en Lanzamiento de jabalina categoría F37/38. Por otro lado, ha representado a su país en varios campeonatos nacionales e internacionales donde ha ganado varias preseas.